# Greceanca
Greceanca – wieś w Rumunii, w okręgu Buzău, w gminie Breaza. W 2011 roku liczyła 934 mieszkańców.